# Controversy (альбом Прінса)
Controversy — третій студійний альбом американського співака та композитора Прінса, виданий 14 жовтня 1981 року. Він був спродюсований та написаний (за винятком одного треку) Прінсом, також він грав майже на всіх інструментах. Альбом зайняв третє місце в Billboard R&B Albums і став платиновим. Щорічне опитування американського тижневика The Village Voice поставило Controversy на восьму сходинку найкращих альбомів 1981-го року.

## Музика та текст
Альбом починається з треку, в якому піднімаються питання расової приналежності та сексуальної орієнтації Прінса. Пісня "заграє з богохульством" через наявність у тексті молитви «Отче наш». "Do Me, Baby" є баладою з відверто сексуальним текстом, а "Ronnie, Talk to Russia" є політичним зверненням до Рональда Рейгана щодо відносин з Росією. "Private Joy" є бадьорою поп-фанк мелодією, що показує "світлішу сторону Прінса". В пісні "Annie Christian" згадуються такі важливі історичні події, як вбивство афроамериканських дітей в Атланті та смерть Джона Леннона. Остання пісня альбому, "Jack U Off", є синтезованим треком в стилі рокабілі.
Цей альбом першим розпочав асоціювання Прінса з пурпуровим кольором. Також тут Прінс вперше почав писати назви пісень у свій оригінальний спосіб.

## Оцінка критиків
Стівен Голден написав, що "перші три альбоми Прінса були настільки еротично зафарбовані, що вони були схожими на мрійність розбещеного молодого свободолюбця. На Controversy ця свободолюбність проголошує незаперечну сексуальність фундаментом нового, більш дружнього соціуму, який можна протиставити агресивній, надтехнологічій Америці Рейгана". Він додав, що "Незважаючи на всі суперечності та перебільшення у плейбойській філософії Прінса, я все ще вважаю його повідомлення освіжаючим та доречним".

## Список композицій
| Перша сторона | Перша сторона                | Перша сторона |
| #             | Назва                        | Тривалість    |
| ------------- | ---------------------------- | ------------- |
| 1.            | «Controversy»                | 7:15          |
| 2.            | «Sexuality»                  | 4:21          |
| 3.            | «Do Me, Baby» (André Cymone) | 7:43          |

| Друга сторона | Друга сторона            | Друга сторона |
| #             | Назва                    | Тривалість    |
| ------------- | ------------------------ | ------------- |
| 4.            | «Private Joy»            | 4:29          |
| 5.            | «Ronnie, Talk to Russia» | 1:58          |
| 6.            | «Let's Work»             | 3:54          |
| 7.            | «Annie Christian»        | 4:22          |
| 8.            | «Jack U Off»             | 3:09          |